# Maus Frères Holding
Le groupe Maus Frères Holding est un ensemble suisse de sociétés de distribution et commerciales.
La holding possède notamment les marques Lacoste, Aigle, The Kooples, Tecnifibre, Gant et détient les grands magasins Manor. 

## Histoire
Le premier magasin du groupe a été créé à Bienne par Ernest et Henri Maus (une mercerie familiale) en 1892 avant de s'allier avec Léon Nordmann en 1902 pour ouvrir leur premier supermarché à Lucerne appelé Warenhaus Leon Nordmann.
Le 27 septembre 1927, la holding Maus Frères est fondée. De nos jours encore, les statuts de Maus Frères SA exigent que le président, de même que certains membres du conseil, soient issus des familles Maus et Nordmann. La fortune de la famille est estimée, fin 2022, entre 3 et 4 milliards de francs suisses (3,2 à 4,3 milliards d’euros).
En 1929, Robert Nordmann (fils de Léon) épouse Simone Maus (la fille d'Ernest). Associé à André Maus (le fils d'Henri) ils créent un réseau de grands magasins, dont la Rheinbrücke à Bâle, la Placette à Lausanne puis à Genève puis, en 1974, le premier hypermarché Jumbo à Dietlikon. En 1931, le groupe entre en France avec les magasins Prisunic d’Alsace. En 1938, les Frères Maus lancent la chaîne Bergner aux États-Unis. En 1972, le groupe entre au capital des magasins Le Printemps.
Dans les années 1980, Maus Frères étend ses restaurants à l'extérieur des grands magasins avec la chaîne Manor et poursuit ses diversifications en 1985 avec l'ouverture des premiers City-Disc.
Le groupe se recentre sur la Suisse au début des années 1990 en restructurant le groupe Manor et en ouvrant, en 1994, les premiers magasins electroPlus et Jeans & Co, puis, en 1995, le premier magasin Athleticum.
En 1991-1992, Maus Frères sort du capital des magasins Printemps quand François Pinault les rachète,.
À partir de 1996, le groupe reprend ses investissements à l'étranger en achetant le groupe de parapharmacies français Parashop, enseigne qu'il cède en octobre 2014 à l'investisseur Patrick Schiltz.
En 1998, le groupe acquiert la franchise des magasins de mobiliers Fly en Suisse (revendus quelques années après), ainsi que 90 % de Devanlay, licencié mondial des vêtements Lacoste,.
Le 1er janvier 2001, le groupe s'allie avec le français Carrefour pour gérer les magasins suisses de la chaîne à hauteur de 50 % chacun. Il revend cependant ses parts en 2007 à la suite de l'échec de l'enseigne sur le marché suisse.
En 2003, le groupe rachète 91,2 % de la marque de vêtements de sport et d'extérieur Aigle.
En 2007, le groupe prend possession de la société Accarda spécialisée dans la fidélisation clientèle.
Le 16 janvier 2008, le groupe annonce détenir 35,3 % de la marque de vêtements suédoise Gant, ce qui en fait l'actionnaire principal. En 2011, il prend une participation de 70 % dans le site de ventes privées suisse Eboutic.ch.
En 2008, le groupe négocie un « tax ruling » avec le Luxembourg.
En novembre 2012, Maus Frères rachète l'intégralité des parts de Lacoste pour un coût estimé à plus de 1,2 milliard d'euros.
En 2018, Maus Frères revend Athleticum à Decathlon.
En mai 2019, le groupe achète l’enseigne The Kooples.
En mars 2020, Maus Frères International se restructure et devient MF Brands Group. Puis en octobre, après 28 ans à la direction de l'entreprise, Didier Maus est remplacé par Thierry Guibert, jusqu'alors directeur de Maus Frères International/Lacoste. Didier Maus reste président du conseil d'administration.
En avril 2021, Maus Frères SA annonce la vente de l’enseigne de bricolage Jumbo au groupe suisse Coop. Début 2024 le groupe se positionne auprès de Fosun pour acheter le Club Med.
Parallèlement à toutes ces acquisitions, le groupe est également propriétaire de plusieurs centres commerciaux (Manor Food) en Suisse, notamment les centres Manor de Chavannes, Vevey, Monthey et Sierre, en Suisse romande, qu'il souhaite vendre.